# Acanthomytilus cypericola
Acanthomytilus cypericola är en insektsart som beskrevs av Borchsenius 1959. Acanthomytilus cypericola ingår i släktet Acanthomytilus och familjen pansarsköldlöss. Inga underarter finns listade i Catalogue of Life.